# Cerastium flavescens
Cerastium flavescens là loài thực vật có hoa thuộc họ Cẩm chướng. Loài này được Gartner mô tả khoa học đầu tiên năm 1939.